# Aleksandra Dargiel
Aleksandra Dargiel (ps. Teresa) (ur. 1890, zm. 27 kwietnia 1959) – polska nauczycielka, działaczka oświatowa i społeczna.

## Życiorys
Pracowała jako nauczycielka, wspólnie z Anną Oderfeldt napisała jeden z elementarzy pt. "Chcę czytać", który w latach 1916-1933 miał kilkanaście wydań. Podczas II wojny światowej kierowała jednym z warszawskich biur Rady Głównej Opiekuńczej (RGO). 16 czerwca 1943 stanęła na czele Referatu do spraw Opieki nad Dzieckiem, który w strukturach Żegoty miał zapewnić bezpieczeństwo żydowskim dzieciom. Przedstawiła wówczas trzy plany umieszczenia dzieci, były to sierocińce klasztorne i opiekuńcze RGO, domy prywatne oraz stworzenie filii "Naszego Domu". W ciągu miesiąca załatwiła ponad pięćset ulokowań oraz rozpoczęła dwadzieścia dwa kolejne. Przeprowadziła również spis dzieci, których sytuacja była stabilna. Z końcem września wobec braku możliwości pogodzenia pracy w RGO z działalnością w referacie zakończyła pracę i przekazała swoje stanowisko Irenie Sendlerowej. W czerwcu i lipcu 1944 zarejestrowała dzieci handlujące papierosami jako polskie sieroty, dzięki czemu otrzymywały talony na darmowe obiady. Po II wojnie światowej pracowała jako kierownik szkół w Warszawie, była założycielką i pierwszym prezesem Inwalidzkiej Spółdzielni Emerytowanych Nauczycieli "Wspólna Sprawa".  